# Кутб ад-Дін-шах
Кутб ад-Дін-шах (д/н — 1389) — 5-й султан Кашміру в 1373—1389 роках.

## Життєпис
Походив з династії Сваті. Син Ала ад-Дін-шаха. В дитинстві отримав ім'я Хіндал. Здобув гарну освіту, мав хист до віршування. Замолоду долучився до походів старшого брата — султана Шахаб ад-Дін-шаха. 1361 року одружився з донькою делійського султана Фіроз Шах Туґхлака.
1373 року спадкував своєму братові. Змінив ім'я на Кутб ад-Дін-шах. Заснував нове місто, що назвав цим тронним ім'ям. Невдовзі стикнувся з постання в Лохарі. Водночас відпали нікудерійські бекства Кабул, Газна і Кандагар. Спроби придушити усі ці повстання і заколоти не мали успіху.
Змін політику щодо індуїстів, почавши підозрювати брахманів у шпигунстві. Зрештою це спричинило повстання Сури Лолака, одного з провідних командувачів, яке з труднощами вдалося придушити. Разом з тим погиркався з небожем Гасан Ханом, якого запроторив до в'язниці. В своючергуміністр Удаяшірі готував змову проти султана з метою сходження на трон Гасана, але був викритий. Проте Гасан Хану вдалося втекти до фортеці Лохаркот. Невдовзі Удаяшірі було страчено, а Гасана знову схоплено.
1379 року до Кашміру на запрошення султана прибув перський філософ-суфій з тарикату Кубравія Мір-Саїд Алі Гамадані. Після декількамісячної подорожі та спількування з Кутб ад-Дін-шахом щодо релігії, філософії та поезії він залишив країну. 1383 року знову прибув сюди, оселившись в резиденції Алааддінпурі. За його підтримки султан намагався пришвидчити ісламізацію населення, яке переважно залишалося індуїстським. Під впливом суфія скасував практику, за якої дружини султанів надсилали коштовні подарунки брахманам. Також при дворі було впроваджено одяг, звичний в мусульманських державах Персії й Іраку. Втім спроби подальшої ісламізації наштовхнулися на рішучий спротив місцевої аристократії, тому султан відмовився продовжувати їх.
Помер султан Кутб ад-Дін-шах 1389 року. Йому спадкував син Сікандар-шах I.